# Against the Wind (singolo Bob Seger)
Against the Wind è un singolo del gruppo musicale statunitense Bob Seger & The Silver Bullet Band, pubblicato nel 1980 ed estratto dall'album omonimo.

## Tracce
- 7"

1. Against the Wind
2. No Man's Land

## Cover
- Il duo Brooks & Dunn ha registrato il brano nel 1999 per una colonna sonora televisiva.
- Il brano è stato interpretato dal supergruppo The Highwaymen nel loro album di debutto Highwayman del 1985.
- Paul Anka incide il brano nell'album Classic Songs, My Way del 2007.

## In altri media
- La canzone è compresa nella colonna sonora del film Forrest Gump (1994).